# ヨーネルサンダース
ヨーネルサンダース（生年月日不明 - ）は、カーネル・サンダース像をモチーフにした日本の覆面レスラー。

## 経歴
- 2009年4月12日、大阪プロレス大阪デルフィンアリーナ大会でタイガースマスク、ブラックバファローとタッグを組んで対ビリーケン・キッド&くいしんぼう仮面&えべっさん（3代目）戦でデビュー。
- 2014年4月20日、大阪プロレスを退団。

## 得意技
ヨーネルバスター
ハライェ
膝をついた相手に助走して正面から近づいて右足を鋭角に振り上げながら相手に跳びかかって相手の顔面に自身の腹部を叩きつける。

## 入場曲
- My Old Kentucky Home